# Joshua A. Fogel
Joshua A. Fogel (傅 佛果S) (Brooklyn, 1950) è uno storico statunitense.
È specializzato nella storia della Cina moderna, soprattutto sulle relazioni culturali e politiche tra Cina e Giappone. Ha tenuto una cattedra di ricerca all'Università di York, Toronto, Canada dal 2005. Ha una doppia cittadinanza americana e canadese.

## Biografia

### Studi
Fogel si è laureato alla Berkeley High School nel 1968, ha poi conseguito la sua formazione universitaria presso l'Università di Chicago, laureandosi nel 1972 con lode. Ha conseguito un master (1973) e un dottorato (1980) presso la Columbia University con C. Martin Wilbur e Wm. Theodore de Bary; durante questo periodo ha anche fatto ricerche all'Università di Kyoto per diciotto mesi dove ha studiato con Takeuchi Minoru.

### Carriera
Fogel ha insegnato all'Università di Harvard (1981-1988) e all'Università della California, Santa Barbara (1989-2005). Ha pubblicato nel campo delle relazioni sino-giapponesi, e mantiene un vivo interesse nel campo degli studi di traduzione.
È stato beneficiario di borse di studio della Fulbright Foundation, del National Endowment for the Humanities, del Ministero della Pubblica Istruzione giapponese, della Japan Foundation, dell'American Council of Learned Societies, della Fondazione Chiang Ching-kuo e dell'Humanities Research Council of Canada. 
È il fondatore ed editore della rivista Sino-Japanese Studies (1988-2003, 2009-presente). Inoltre, si occupa di una serie di pubblicazioni su varie riviste, come il Journal of the History of Ideas e il The Journal of Chinese History.

## Pubblicazioni principali
- Japanese for Sinologists: A Reading Primer with Glossaries and Translations (University of California Press, 2017).
- Maiden Voyage: The Senzaimaru and the Creation of Modern Sino-Japanese Relations (University of California Press, 2014). (http://www.ucpress.edu/book.php?isbn=9780520283305)
- Between China and Japan (Brill, 2015) (https://web.archive.org/web/20170902031026/http://www.brill.com/cn/products/book/between-china-and-japan)
- Japanese Historiography and the Gold Seal of 57 C.E.: Relic, Text, Object, Fake (Brill, 2013).  (https://web.archive.org/web/20140921230458/http://newbooksineastasianstudies.com/2014/01/21/joshua-fogel-japanese-historiography-and-the-gold-seal-of-57-c-e-relic-text-object-fake-brill-2013/)
- Articulating the Sinosphere: Sino-Japanese Relations in Space and Time (Harvard University Press, 2009). Harvard University Reischauer Lectures. (http://www.hup.harvard.edu/catalog.php?isbn=9780674032590)
- (EN) The Literature of Travel in the Japanese Rediscovery of China: 1862 - 1945, Stanford, Stanford University Press, 1996,  pp. 257-258, ISBN 9780804725675, OCLC 905778330.
- The Cultural Dimension of Sino-Japanese Relations: Essays on the Nineteenth and Twentieth Centuries (M. E. Sharpe, 1994).
- Nakae Ushikichi in China: The Mourning of Spirit (Council on East Asian Studies, Harvard University, 1989). Japanese translation: Sakatani Yoshinao 阪谷芳直, Nakae Ushikichi to Chūgoku, ichi hyūmanisuto no sei to gakumon 中江丑吉と中国、一ヒューマニストの生と学問 (Nakae Ushikichi and China, the life and scholarship of a humanist) (Iwanami shoten, 1992). Chinese translation: Deng Weiquan 邓伟权 and Ishii Tomoaki 石井知章, Zhongjiang Chouji zai Zhongguo 中江丑吉在中国 (Nakae Ushikichi in China) (Shangwu yinshuguan, 2011). (http://www.hup.harvard.edu/catalog.php?isbn=9780674598423)
- Ai Ssu-ch’i’s Contribution to the Development of Chinese Marxism (Council on East Asian Studies, Harvard University, 1987).
- Politics and Sinology: The Case of Naitō Konan (1866-1934) (Council on East Asian Studies, Harvard University, 1984). Japanese translation: Inoue Hiromasa 井上裕正, Naitō Konan, poritikkusu to shinorojii 内藤湖南、ポリティックスとシノロジー (Heibonsha, 1989); Chinese translation: Tao Demin 陶德民 and He Yingying 何英莺, Neiteng Hunan, zhengzhi yu Hanxue 内藤湖南，政治与汉学 (Jiangsu renmin chubanshe, 2016).
- Grains of Truth: Reading Tractate Menachot of the Babylonian Talmud (Hamilton Books, 2014).
- (Sacrifices) Left at the Altar: Reading Tractate Zevachim of the Babylonian Talmud (Hamilton Books, 2013).
- Decisions, Decisions, Decisions: Reading Tractate Horayot of the Babylonian Talmud (Hamilton Books, 2013).
- Daily Reflections on Idolatry: Reading Tractate Avodah Zarah of the Babylonian Talmud (Hamilton Books, 2012).
- The Role of Japan in Modern Chinese Art (University of California Press, 2012). Editor.
- Czernowitz at 100: The First Yiddish Language Conference in Historical Perspective (Rowman & Littlefield, Lexington Books, 2010). Co-editor with Kalman Weiser.
- Writing Histories in Japan: Texts and Their Transformations from Ancient Times through the Meiji Era (International Research Center for Japanese Studies, 2007). Co-editor with James Baxter.
- Crossing the Yellow Sea: Sino-Japanese Cultural Contacts, 1600-1950 (EastBridge, 2007). Editor.
- Traditions of East Asian Travel (Berghahn Books, 2006). Editor.
- The Teleology of the Modern Nation-State: Japan and China (University of Pennsylvania Press, 2004). Editor.
- The Role of Japan in Liang Qichao’s Introduction of Modern Western Civilization to China (Institute of East Asian Studies, University of California, Berkeley, 2004). Editor.
- Late Qing China and Meiji Japan: Political and Cultural Aspects of Their Interactions (EastBridge, 2004). Editor.
- Historiography and Japanese Consciousness of Values and Norms (International Research Center for Japanese Studies, 2002). Co-editor with James Baxter.
- Sagacious Monks and Bloodthirsty Warriors: Chinese Views of Japan in the Ming-Qing Period (EastBridge, 2002). Editor.
- Encyclopedia of World History (Houghton Mifflin, 2001). Associate editor.
- The Nanjing Massacre in History and Historiography (University of California Press, 2000). Japanese translation: Okada Ryōnosuke 岡田良之助, Rekishi no naka no Nankin dai gyakusatsu 歴史のなかの南京大虐殺 (Kashiwa shobō, 2000). Editor.
- Imagining the People: Chinese Intellectuals and the Concept of Citizenship, 1890-1920 (M. E. Sharpe, 1997). Co-editor with Peter Zarrow.
- Japanese Travelogues of China in the 1920s: The Accounts of Akutagawa Ryūnosuke and Tanizaki Jun’ichirō (M. E. Sharpe, 1997). Editor.
- Meeting of Minds: Intellectual and Religious Interaction in East Asian Traditions of Thought (Columbia University Press, 1997). Co-editor with Irene Bloom.
- Chinese Women in a Century of Revolution, 1850-1950, by Ono Kazuko (Stanford University Press, 1989). Editor/translator.
- Perspectives on a Changing China: Essays in Honor of Professor C. Martin Wilbur on the Occasion of His Retirement (Westview, 1979). Co-editor with William T. Rowe.
- And, twenty-five volumes of translation from Chinese, Japanese, and Yiddish, including the following:
- Reading the Treatise on the People of Wa in the Chronicle of the Kingdom of Wei: The World’s Earliest Written Text on Japan (MerwinAsia, forthcoming).  Translation of Gishi Wajinden o yomu 魏志倭人伝を読む by Saeki Ariyiko 佐伯有清 (2 vols.).
- Leksikon fun der nayer yidisher literatur לעקסיקאן פון דער נייער יידישער ליטערשטור (Biographical dictionary of modern Yiddish literature), vol. 1 (alef-beys), vol. 2 (gimel-dalet), vol. 3 (hey-khet), and vol. 4 (khet-lamed).  Online at yleksikon.blogspot.ca; discussed online: http://ingeveb.org/blog/eight-volumes-in-dour-maroon-josh-fogel-on-translating-the-leksikon
- The Emergence of the Modern Sino-Japanese Lexicon: Seven Studies (Brill, 2015). (http://www.brill.com/products/book/emergence-modern-sino-japanese-lexicon)
- Shimada Kenji: Scholar, Thinker, Reader: Selected Writings on the Intellectual History of Modern China (MerwinAsia, 2014). Translations of essays by Shimada Kenji 島田虔次. (https://web.archive.org/web/20170901154854/http://merwinasia.com/books/2014/Shimada_Kenji.php)
- Just a Scholar: The Memoirs of Zhou Yiliang (Brill, 2013). Translation of Bijing shi shusheng 毕竟是书生 by Zhou Yiliang 周一良. (https://web.archive.org/web/20170901154208/http://www.brill.com/just-scholar-memoirs-zhou-yiliang-1913-2001)
- The Formation of the Chinese Communist Party (Columbia University Press, 2012). Translation of Chūgoku Kyōsantō seiritsu shi 中国共産党成立史 by Ishikawa Yoshihiro 石川禎浩. (http://cup.columbia.edu/book/the-formation-of-the-chinese-communist-party/9780231158084)
- Demon Capital Shanghai: The “Modern” Experience of Japanese Intellectuals (MerwinAsia, 2012). Translation of Mato Shanhai: Nihon chishikijin no ‘kindai’ taiken 魔都上海、日本知識人の「近代」体験 by Liu Jianhui 劉建輝. (https://web.archive.org/web/20170901160218/http://merwinasia.com/books/2012/Demon_Capital_Shanghai.php)
- Books and Boats: Sino-Japanese Relations in the Seventeenth and Eighteenth Centuries (MerwinAsia, 2012). Translation Edo jidai no Nit-Chū hiwa 江戶時代の日中秘話 by Ōba Osamu 大庭脩. (https://web.archive.org/web/20170901160045/http://merwinasia.com/books/2012/Books_and_Boats.php)
- The Blue Wolf: A Novel of the Life of Chinggis Khan (Columbia University Press, 2008). Translation of Aoki ōkami 蒼き狼 by Inoue Yasushi 井上靖. (http://cup.columbia.edu/book/the-blue-wolf-a-novel-of-the-life-of-chinggis-khan/9780231146166)
- Chronicle of the Tatar Whirlwind: A Novel of Seventeenth-Century East Asia (Floating World Editions, 2007). Translation of Dattan shippūroku 韃靼疾風錄 by Shiba Ryōtarō 司馬遼太郎. (http://www.floatingworldeditions.com/books/tatar-whirlwind.html)
- Manchuria under Japanese Dominion (University of Pennsylvania Press, 2006). Translation of Kimera: Manshūkoku no shōzō キメラ、満洲国の肖像 by Yamamuro Shin’ichi 山室信一. (http://www.upenn.edu/pennpress/book/14203.html)
- Travels in Manchuria and Mongolia: A Feminist Poet from Japan Encounters Prewar China (Columbia University Press, 2001). Translation of Man-Mō yūki 満蒙遊記 by Yosano Akiko 与謝野晶子. (http://cup.columbia.edu/book/travels-in-manchuria-and-mongolia/9780231123198)
- The Taiping Rebellion (M. E. Sharpe, 2001). Translation of Taihei tengoku 太平天国 by Chin Shunshin 陳舜臣.
- Japan and China: Mutual Representations in the Modern Era (Curzon Press, 2000). Translation of Seigaku tōzen to Chūgoku jijō: ‘zassho’ sakki 西学東漸と中囯亊情 : "雑書" 札記 by Masuda Wataru 增田涉. (https://openlibrary.org/works/OL9290173W/Japan_and_China)
- Pioneer of the Chinese Revolution: Zhang Binglin and Confucianism (Stanford University Press, 1990). Translation of several works by Shimada Kenji 島田虔次.
- Bilingualism in the History of Jewish Literature (University Press of America, 1990). Translation of Di tsveyshprakhikeyt fun undzer literatur די צוויישפראכיקייט פון אונדזער ליטעראטור by Shmuel Niger שמואל ניגער.
- Recent Japanese Studies of Modern Chinese History (II) (M. E. Sharpe, 1989).  Translations from the journal Shigaku zasshi 史學雜誌 (1983–86), surveying Japanese writings on Chinese history (Ming through 20th century).
- Life along the South Manchurian Railway: The Memoirs of Itō Takeo (M. E. Sharpe, 1988). Translation of Mantetsu ni ikite 満鉄に生きて by Itō Takeo 伊藤武雄.
- Murder in a Peking Studio (Arizona State University Press, 1986). Translation of Pekin yūyūkan 北京悠々館 by Chin Shunshin 陳舜臣.
- Medieval Chinese Society and the Local ‘Community’ (University of California Press, 1985). Translation of Chūgoku chūsei shakai to kyōdōtai 中国中世社会と共同体by Tanigawa Michio 谷川道雄. (https://web.archive.org/web/20170901154943/http://www.ucpress.edu/op.php?isbn=9780520053700)
- Recent Japanese Studies of Modern Chinese History (M. E. Sharpe, 1984).  Translations from the journal Shigaku zasshi 史學雜誌 (1978–82), surveying Japanese writings on Chinese history (Ming through 20th century).
- Naitō Konan and the Development of the Conception of Modernity in Chinese History (M. E. Sharpe, 1983).  Translations from the major writings of Naitō Konan 内藤湖南.